# Figuren von White Island

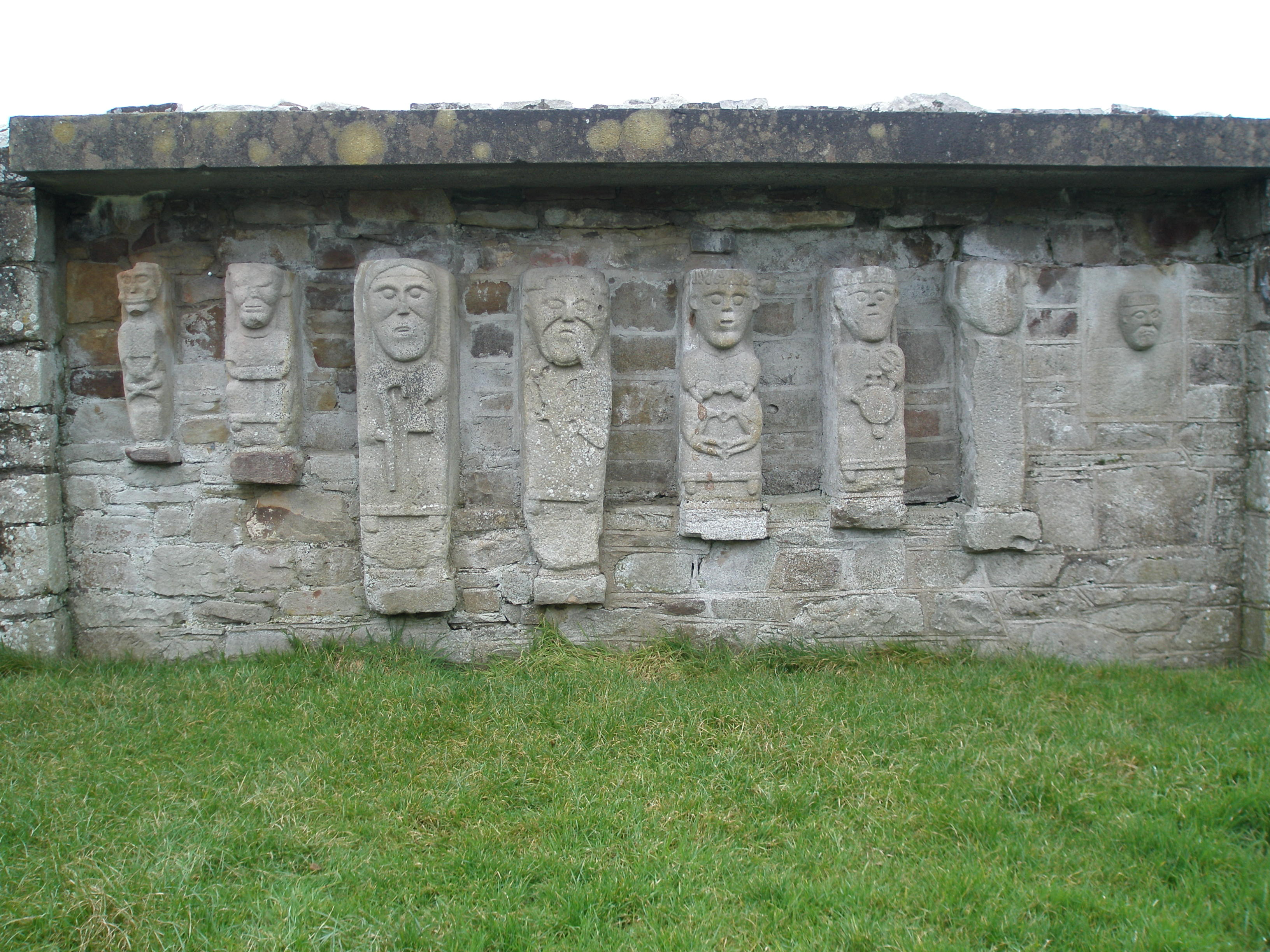
Die Figuren von White Island

Die Figuren von White Island sind behauene Steinfiguren, die bei einer Kirchenruine auf der winzigen, heute unbewohnten Insel White Island (irisch an tOileán Bán) im Lower Lough Erne in der Grafschaft Fermanagh, in Nordirland gefunden wurden. Die Anlage ist ein Scheduled Monument.
Die Abtei wurde im 12. Jahrhundert erbaut; über ihre Geschichte ist wenig bekannt. Es ist unklar, ob White Island mit einer der schriftlich erwähnten Inseln Devinish-Bavag oder Eo-nis, auf denen Kirchengebäude errichtet waren, identisch ist. Ein romanischer Türbogen und ein Grabstein sind ihre wichtigsten Relikte. Die heutigen Ruinen stehen an der Stelle eines hölzernen Vorgängerbaues.
In den Mauerresten waren acht kleine Statuen eingelassen, die wahrscheinlich älteren Datums als die heute erhaltenen Ruinen des steinernen Kirchenbaues sind. Sie wurden im 19. Jahrhundert erstmals beschrieben und könnten auf eine ältere Klostergründung verweisen. Sie sind ins 9. oder 10. Jahrhundert datierbar. Die unterschiedlich großen, also vermutlich kein Ensemble bildenden Figuren scheinen Heilige oder Kleriker darzustellen. Da die Figuren in den Wänden eingebaut sind, ist nicht bekannt, wie die Kopfpartie am oberen Ende abgeschlossen hat. Bei einer der Figuren (Nr. 2 nach Lowry Corry), die zwischenzeitlich freigelegt war, konnte festgestellt werden, dass sie am oberen Ende einen doppelten Sockel aufwies. 
Nach White Island gelangt man mit einem Boot von Marina Jetty aus. 
Andere Figuren stehen bei der Kirche von Killadeas und auf dem Friedhof des nahen Boa Island.